# Саут Гастонија (Северна Каролина)
Саут Гастонија (енгл. South Gastonia) град је у америчкој савезној држави Северна Каролина.

## Демографија
По попису из 2000. године број становника је 5.433.
| Група             | 2000.         | 2010.    |
| Белци             | 4.585 (84,4%) | 0 (0,0%) |
| Афроамериканци    | 654 (12,0%)   | 0 (0,0%) |
| Азијати           | 34 (0,6%)     | 0 (0,0%) |
| Хиспаноамериканци | 102 (1,9%)    | 0 (0,0%) |
| Укупно            | 5.433         | 0        |